# Sergi Roberto
Sergi Roberto Carnicer (Reus, 7 de fevereiro de 1992) é um futebolista espanhol que atua como lateral-direito e meio-campista. Atualmente está no Como.

## Carreira
Sergi Roberto chegou ao Barcelona com quatorze anos, vindo do vizinho Gimnàstic Tarragona. Na temporada 2009–10, com apenas 17 anos, ele estreou no Barcelona B. Na equipe B era considerado um dos jogadores preferidos do técnico da equipe, que admirava a capacidade de Sergi poder atuar em várias posições.
No dia 10 de novembro de 2010, Sergi Roberto estreou no time principal do Barcelona. Já no dia 27 de abril de 2011, meses após sua estreia, ele disputou sua primeira partida na Liga dos Campeões da UEFA.
Na temporada 2015-16, com o treinador Luis Enrique, passou a atuar frequentemente entre os titulares em posições diversas.
No dia 8 de março de 2017, no duelo entre Barcelona X Paris Saint Germain, no placar estava 5x1, sendo que no primeiro jogo, o time francês saiu ganhando de 4x0,e o Barcelona estava precisando de mais um gol para se manter na Champions League.Foi aí que ele fez o sexto gol da partida e importante com levantamento e assistência de Neymar, no jogo que foi batizado de "O Milagre de Barcelona".

## Seleção Nacional
Estreou pela Seleção Espanhola principal no dia 27 de março de 2016, em um amistoso contra a Romênia.

## Títulos
Barcelona
- Liga dos Campeões da UEFA: 2010–11, 2014–15
- Campeonato Espanhol: 2010–11, 2012–13, 2014–15, 2015–16, 2017–18, 2018–19, 2022–23
- Copa do Rei: 2011–12, 2014–15, 2015–16, 2016–17, 2017–18, 2020–21
- Supercopa da Espanha: 2010, 2013, 2016, 2022–23
- Supercopa da UEFA: 2015
- Mundial de Clubes da FIFA: 2015[7]
- International Champions Cup: 2017

### Prêmios individuais
- Seleção das revelações da Liga dos Campeões em 2016[8]